# Gullspång
Gullspång er et byområde i Gullspångs kommun i Västra Götalands län i Sverige. Gennem byen løber Gullspångsälven, som samtidig danner grænsen mellem landskaberne Västergötland og Värmland. Størstedelen af byområdet ligger syd for elven, i Västergötland. På trods af navnet og det største indbyggertal er Gullspång ikke hovedby i kommunen, da størstedelen af kommunalforvaltningen ligger i Hova.

## Historie
Den västergötlandske del af Gullspång var og er beliggende i Amnehärads socken og den värmlandske i Södra Råda socken, og efter kommunalreformen i 1862 indgik byen i både Amnehärads landskommun og Södra Råda landskommun. Den 10. november 1937 indrettedes til byen Gullspångs municipalsamhälle, som blev opløst den 31. december 1958.
I 2005 blev det foreslået at den centrale kommunalforvaltning skulle flyttes fra Hova til Gullspång, som dermed skulle blive "uomstridt hovedby". Dette gennemførtes dog ikke, og i dag ligger socialkontoret i Gullspång mens resten af forvaltningen stadigvæk ligger i Hova.

## Erhvervsliv
Gullspång var tidligere en industriby med smelteværket Gullspångs Elektrokemiska AB beliggende midt i byen; det er nu nedlagt. En stor arbejdsgiver i byen er firmaet Partex Marking Systems, som fremstiller kabelmærkning.
I Gullspång har Fortum et vandkraftværk, som ved hjælp af vand fra Skagern producerer el.

### Bankvæsen
Skaraborgs enskilda bank åbnede den 22. februar 1907 en filial i Gullspång. Gullspång har også tidligere haft et sparekassekontor.
Skaraborgsbanken beholdt filialen i Gullspång resten af deres eksistensperiode, men det blev senere nedlagt og virksomheden koncentreret til filialen i Hova, som igen blev nedlagt af Nordea i 2012. Swedbank nedlagde deres filial i Gullspång den 15. november 2016, hvorefter kommunen ikke længere rummer noget bankkontor.

## Uddannelse
I byområdet findes grundskolen Gullstensskolan.

## Kultur
I årene 1939 til 1954 boede den kendte Røde Orm-forfatter Frans G. Bengtsson på Ribbingsfors herregård lige udenfor Gullspång. Der skrev han mange af sine kendte værker, og efterlod også mange bøger, skrifter og notater som i dag findes i en speciel del af kommunens bibliotek, kaldet mindebiblioteket.
Schlagersangerinden Linda Bengtzing er født og opvokset i Gullspång.

## Laksetrappen
I Gullspångsälven i Gullspång findes en laksetrappe, anlagt i 2004. Trappen er bygget ved at bunden af Gullspångsälven trinvist er blevet sprunget ud og der er blevet dannet små "bassiner". Laksetrappen er bygget i en del af elven som i flere år var tørlagt, men hvor vandstrømmen kan reguleres med de sluser som findes ved kraftstationen.

## Sport og idræt
Byens største idrætsklub er Gullspångs IF, som spiller i 6. division. Også Otterbäckens bandyklub har fået store fremgange. I 2006 fik P19-holdet SM-Guld, og flere af spillerne som var med dengang spiller i dag i elitebandyklubber.
Blandt øvrige idrætsklubber i Gullspång kan nævnes Gullspångs Tennisklubb, Ridklubben Gullhov, Amnebygdens Ryttarförening, Gullspångs Skytteförening, SMK Gullspång Motocross og OK Amne (orientering).